# Клетгау (општина)
Клетгау (њем. Klettgau) општина је у њемачкој савезној држави Баден-Виртемберг. Једно је од 32 општинска средишта округа Валдсхут. Према процјени из 2010. у општини је живјело 7.403 становника. Посједује регионалну шифру (AGS) 8337062.

## Географски и демографски подаци
Клетгау се налази у савезној држави Баден-Виртемберг у округу Валдсхут. Општина се налази на надморској висини од 409 метара. Површина општине износи 45,9 km². У самом мјесту је, према процјени из 2010. године, живјело 7.403 становника. Просјечна густина становништва износи 161 становника/km².